# Roy Cochran
Leroy Braxton Cochran, detto Roy (Richton, 6 gennaio 1919 – Gig Harbor, 26 settembre 1981), è stato un ostacolista e velocista statunitense, campione olimpico dei 400 metri ostacoli ai Giochi di Londra 1948.
Era allenato dal fratello maggiore Commodore, vincitore della medaglia d'oro nella staffetta 4×400 metri ai Giochi olimpici di Parigi 1924.

## Palmarès
| Anno | Manifestazione  | Sede   | Evento   | Risultato | Prestazione | Note            |
| ---- | --------------- | ------ | -------- | --------- | ----------- | --------------- |
| 1948 | Giochi olimpici | Londra | 400 m hs | Oro       | 51"1        | Record olimpico |
| 1948 | Giochi olimpici | Londra | 4×400 m  | Oro       | 3'10"4      |                 |